# Odiseo Bichir
Odiseo Bichir  (Cidade do México, 3 de maio de 1960) é um ator de teatro, cinema e televisão mexicano. É filho do ator Alejandro Bichir e irmão dos atores Demián Bichir e Bruno Bichir. Conhecido por interpretar vilões em novelas mexicanas como o psicopata Joel Castillo em O Diário de Daniela, e o humilde Frederico (pai da Carmen) na novela Carrossel.

## Filmografia

### Telenovelas
- El Rey Vicente Fernández (2022) .... Pastor Miguel
- Fuego ardiente (2021) .... Heriberto
- La doña (2016-2017) .... Lázaro Hernández
- A que no me dejas (2015) .... Edgar Almonte
- La mujer del vendaval (2012-2013) .... Mateo Reyna
- Gritos de muerte y libertad (2010) .... Felix María Calleja del Rey
- Cuando me enamoro (2010-2011) .... Dr. Álvaro Nesme
- Alma de hierro (2008)
- Mundo de fieras (2006) .... Tiberio Martínez Farías
- Amarte es mi pecado (2004) .... Sergio Samaniego
- Aventuras en el tiempo (2001) .... Avaro Zopilote
- Amigos x siempre (2000) .... Francisco Capistrano
- Chiquititas (2000) .... Pai da Bernardinha
- El diario de Daniela (1998-1999) .... Joel Castillo
- Mi pequeña traviesa (1997) .... Salvador
- La antorcha encendida (1996) .... Fray Servando Teresa de Mier
- La sombra del otro (1996) .... Germán
- Caminos cruzados (1994) .... Orlando
- Mas allá del puente (1994) .... Tilico
- Entre la vida y la muerte (1993) .... Chon-Li
- La Pícara Soñadora (1991) .... Ignacio Martínez
- Valeria y Maximiliano (1991)
- La fuerza del amor (1990) .... Carlos
- Carrusel (1989) .... Federico
- El padre Gallo (1986) .... Juan Francisco
- Monte calvario (1986) .... Roberto #2
- J.J. Juez (1979) .... Raúl Gondra
- La venganza (1977) .... Caleta
- Pacto de amor]] (1977) .... Guillermo

### Séries
- Gritos de muerte y libertad (2010)
- Mujeres Asesinas 1 (Capitulo Jessica, tóxica)
- S.O.S.: Sexo y otros secretos
- Los simuladores

### Cinema
- Crónica de un desayuno (1999)
- El coronel no tiene quien le escriba (1999)
- Corazones rotos (2001)
- Ciudades oscuras (2002)
- Mosquita muerta (2007)
- Las bicicletas (2009)

### Teatro
- Extras
- Closer
- La Dama de Negro